# Шакуров, Рафаил Хайруллович
Рафаи́л Хайру́ллович Шаку́ров (13 февраля 1930, Долгий Остров, Шихирдановский район, Чувашская АССР, РСФСР, СССР — 24 июня 2013) – советский и российский психолог, доктор психологических наук, профессор (1980), действительный член АПН СССР (1989).

## Биография
Поступил на географический факультет КГУ (1953), окончил аспирантуру в Институте психологии АН Украинской ССР (1966). Работал учителем географии, директором железнодорожной школы №15 Западно-Сибирской железной дороги (1966–72).

## Работы
Автор более 400 научных работ.

## Награды
Заслуженный деятель науки Республики Татарстан (1994).